# Museo archeologico di Marciana
Il Museo civico archeologico di Marciana, all'isola d'Elba, nacque nel 1967 come semplice raccolta di reperti provenienti dagli insediamenti protostorici del Monte Capanne. Con decreto ministeriale del 23 novembre 1971 è stato classificato come «museo minore». 

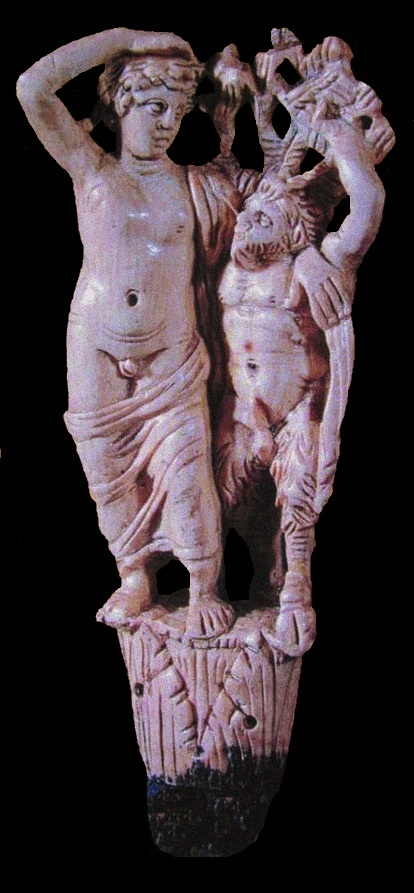
Il manico in avorio di un coltello dionisiaco rinvenuto nel relitto di Procchio

Successivamente, l'Antiquarium fu accresciuto con importanti collezioni archeologiche di materiali paleolitici, neolitici e dell'Età del Bronzo (Monte Giove, Masso dell'Aquila, Serraventosa), etruschi (Monte Castello), romani (Chiessi e Procchio), medievali (Pedemonte e Montemarsale) e del XVIII secolo (Procchio).
Degne di nota sono quattro asce di bronzo villanoviane provenienti da un ripostiglio della Valle Gneccarina di Chiessi, rinvenuto intorno al 1930 durante la realizzazione di una carbonaia da parte di Italo Galeazzi; interessante la collezione di anfore vinarie, olearie e da garum provenienti dal relitto di Chiessi, insieme ai materiali rinvenuti all'interno del relitto di Procchio risalente alla fine del II secolo.
Il Museo è stato completamente rinnovato nel 2002 su progetto dell'architetto Maurizio Giachetti.

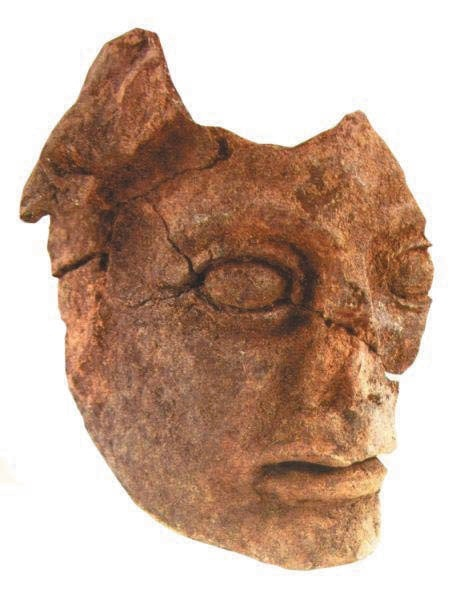
Testa in terracotta di età etrusca da Monte Castello

## Le collezioni

### Sala I
Paleolitico, Neolitico, Età del Bronzo, Età etrusca arcaica:
strumenti in selce e ossidiana del Monte Arci (Procchio, San Piero in Campo), ceramica subappenninica (Monte Giove, Masso dell'Aquila), quattro asce di bronzo (Chiessi), ceramica etrusca arcaica e piccoli oggetti di bronzo (Serraventosa, Monte Giove e Masso dell'Aquila).

### Sala II
Età etrusca:
vasellame a vernice nera dell'Atelier des Petites Estampilles, pesi da telaio, ossa di suino, grano combusto, frammenti di anfore greco-italiche (Monte Castello).

### Sala III
Età medievale:
vasellame in maiolica arcaica di produzione pisana (Pedemonte e Montemarsale), strumenti in ferro per l'estrazione della granodiorite (Cavoli).

### Sala IV
Archeologia subacquea:

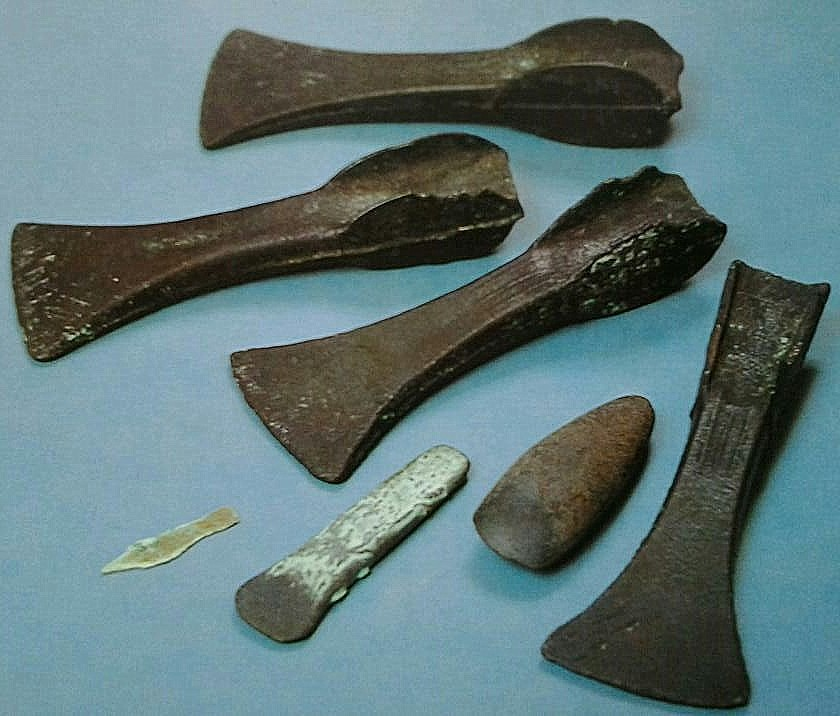
Asce villanoviane da Chiessi

anfore vinarie Dressel 1b di produzione tirrenica (relitto A di Sant'Andrea); calici in vetro e lamina d'oro, vasellame di bordo, statuetta in avorio con Dioniso e Pan, blocchi di zolfo, magnesia usta, resti di fasciame (relitto di Procchio); anfore da garum (Beltrán 2A e 2B), da vino (Haltern 70), da olio (Dressel 20) (relitto di Chiessi). Relitto di una nave da carico del XVIII secolo con acciarini di selce, siringhe per clistere (in dotazione obbligatoria all'imbarcazione), piatti in porcellana cinese e piccole forbici da barbiere.